# Mesochorus cummingsae
Mesochorus cummingsae is een vliesvleugelig insect (orde Hymenoptera) uit de familie van de gewone sluipwespen (Ichneumonidae). De wetenschappelijke naam van de soort werd in 2016 door Rebecca Kittel gepubliceerd als nomen novum voor Mesochorus procerus Schwenke, 1999. De naam was al als Mesochorus procerus Dasch, 1974 in gebruik. De naam gedenkt Clara Eaton Cummings (1855–1906), een Amerikaans botanica.
In 2018 publiceerden Rodrigo Araujo, Felipe Vivallo en Bernardo Santos, kennelijk onbekend met Kittels artikel, nogmaals een nomen novum, Mesochorus eumekes, nom. superfl.